# I liga 1987-1988
L'edizione 1987-88 della I liga vide la vittoria finale del Górnik Zabrze.
Capocannoniere del torneo fu Dariusz Dziekanowski (Legia Varsavia), con 20 reti.

## Classifica finale
|     | Classifica            | G  | V  | N  | P  | GF | GS | Pt |
| --- | --------------------- | -- | -- | -- | -- | -- | -- | -- |
| 1.  | Górnik Zabrze         | 30 | 19 | 7  | 4  | 65 | 30 | 51 |
| 2.  | GKS Katowice          | 30 | 14 | 9  | 7  | 40 | 23 | 40 |
| 3.  | Legia Varsavia        | 30 | 15 | 8  | 7  | 39 | 27 | 39 |
| 4.  | ŁKS Łódź              | 30 | 16 | 5  | 9  | 40 | 29 | 39 |
| 5.  | Widzew Łódź           | 30 | 8  | 15 | 7  | 28 | 24 | 31 |
| 6.  | Śląsk Wrocław         | 30 | 9  | 11 | 10 | 31 | 32 | 29 |
| 7.  | Szombierki Bytom      | 30 | 10 | 10 | 10 | 28 | 29 | 29 |
| 8.  | Jagiellonia Białystok | 30 | 11 | 7  | 12 | 24 | 25 | 29 |
| 9.  | Lech Poznań           | 30 | 10 | 9  | 11 | 29 | 30 | 28 |
| 10. | Pogoń Szczecin        | 30 | 12 | 5  | 13 | 32 | 36 | 28 |
| 11. | Zagłębie Lubin        | 30 | 8  | 11 | 11 | 23 | 25 | 26 |
| 12. | Lechia Gdańsk         | 30 | 6  | 14 | 10 | 18 | 26 | 26 |
| 13. | Olimpia Poznań        | 30 | 7  | 11 | 12 | 36 | 46 | 24 |
| 14. | Górnik Wałbrzych      | 30 | 6  | 11 | 13 | 24 | 36 | 24 |
| 15. | Bałtyk Gdynia         | 30 | 9  | 6  | 15 | 27 | 41 | 21 |
| 16. | Stal Stalowa Wola     | 30 | 6  | 9  | 15 | 31 | 56 | 16 |

### Verdetti
- Górnik Zabrze Campione di Polonia 1987-88.
- Górnik Zabrze ammesso alla Coppa dei Campioni 1988-1989.
- GKS Katowice e Legia Varsavia ammesse alla Coppa UEFA 1988-1989.
- Zagłębie Lubin e Lechia Gdańsk retrocesse in II liga polska dopo aver perso il playout.
- Bałtyk Gdynia e Stal Stalowa Wola retrocesse in II liga polska.